# I Theho
I Theho (hangul: 이태호, handzsa: 李泰昊, RR: Lee Tae-ho; Tedzson, 1961. január 29. –) dél-koreai válogatott labdarúgó, edző.

## Pályafutása

### Klubcsapatban
1983 és 1992 között a Daewoo Royals csapatában játszott, melynek tagjaként három alkalommal (1984, 1987, 1991) nyerte meg a dél-koreai bajnokságot.

### A válogatottban
1980 és 1991 között 80 alkalommal játszott a dél-koreai válogatottban és 24 gólt szerzett. Részt vett az 1980-as, az 1984-es és az 1988-as Ázsia-kupán, illetve az 1986-os világbajnokságon, de nem lépett pályára egyetlen mérkőzésen sem. Az 1990-es világbajnokságon Belgium ellen csereként állt be. A Spanyolország és az Uruguay elleni csoportmérkőzésen nem kapott lehetőséget. Tagja volt az 1988. évi nyári olimpiai játékokon szereplő válogatott keretének is.

### Edzőként
1995 és 1998 között a Dong-Eui Egyetem labdarúgócsapatát edzette. 2001 és 2002 között a Tedzson Hana Citizen vezetőedzője volt. 2007-től 2011-ig ismét a Dong-Eui Egyetem csapatánál dolgozott. 2011-ben kis ideig a nepáli Manang Marshyangdi együttesét irányította. 2011 és 2012 között a tajvani válogatott szövetségi kapitánya volt. 

## Sikerei, díjai
Daewoo Royals
- Dél-koreai bajnok (3): 1984, 1987, 1991

Dél-Korea U20
- Ifjúsági Ázsia-bajnok (1): 1978

Dél-Korea
- Ázsia-játékok aranyérmes (1): 1986
- Ázsia-kupa döntős (2): 1980, 1988